# Marjolein Ley
Marjolein Ley (Goutum, 1975) is een Nederlandse actrice. Zij volgde de acteursopleiding aan de Toneelschool Arnhem.
Ley speelde de rol van inspecteur Lysette Blauw in de serie Vuurzee. Zij had een gastrol in Keyzer & De Boer Advocaten van KRO en NCRV. Ook was ze te zien als Kim, de vriendin van Tom, in Gooische Vrouwen. Verder was zij ook te zien in diverse toneelstukken.
In 2013 startte zij met haar theaterproject Ut Kindertejater.

## Filmografie
Inclusief bijrollen:
- 2005-2006: Keyzer & De Boer Advocaten (televisieserie) - OVJ Schenk (afl. "De zorgleerling" & "Lijk in kofferbak")
- 2005-2009: Vuurzee (televisieserie) - Lysette Blauw (11 afleveringen)
- 2007: De avondboot (televisiefilm) - vrouw in rood
- 2008: Daglicht (korte film) - moeder
- 2008-2009: Gooische Vrouwen (televisieserie) - Kim (3 afleveringen)
- 2009: Iliriana: just when you think it's over, it begins (korte film) - Anna
- 2009: Val dood! (korte film) - Sharon

## Theater (selectie)
- 2004 - Don Carlos - Huis aan de Amstel[2]
- 2005 - Scènes uit een huwelijk - Toneelgroep Amsterdam[2]
- 2006 - Oresteia - Het Nationale Toneel[2]
- 2011 - De aanslag - Bos Theaterproducties[2]
- 2011 - Rustig aan en snel een beetje - Theatergroep Eva's Appel[2]
- 2013 - Moeders - Bellevue Lunchtheater[3]
- 2013 - Manwijven - Theatergroep Eva's Appel[2]
- 2015 - Breekbaar - Tryater[4]
- 2015 - Holes - Tryater[2]
- 2016 - Jan Brons is terug! - Stichting Kronkels door Fivelingo[2]
- 2016 - So happy together - HOMSK[5]
- 2017 - Eén dag uit het knisperende leven van een plastic zakje - Tryater[6]
- 2018 - Altyd Seumer - coproductie Leeuwarden-Fryslân 2018 (Leeuwarden culturele hoofdstad van Europa) en de regisseur van het stuk, in het kader van "De Bildtse Aardappelweken"[7]
- 2018 - Doarp Europa -Tryater[8]
- 2020 - Kamaloka - HOMSK[9]
- 2022 - Ik stond in een kutvoorstelling maar mijn haar zat wel heel goed - Productiehuis Mevrouw Ogterop[10]